# Великая (приток Вятки)
Великая — река в Кировской области России, правый приток реки Вятки (бассейн Волги). У истока небольшой участок русла находится на территории Прилузского района Республики Коми. В Кировской области Великая протекает по Мурашинскому, Юрьянскому районам и по границе Орловского района.
Длина реки — 163 км. Площадь водосборного бассейна — 4010 км². Высота истока — 209,0 м над уровнем моря. Питание имеет в основном снеговое и дождевое.

## Течение

Бассейн Вятки

Исток реки находится на Северных Увалах в 15 км к северу от города Мураши. Вскоре после истока ненадолго перетекает в республику Коми, затем возвращается в Кировскую область. Генеральное направление течения — юг.
Крупнейший населённый пункт на реке — районный центр посёлок Юрья, стоящий при впадении в Великую реки Юрья. Кроме него на реке стоят посёлок Пахарь (Мурашинское городское поселение), село Верховино, станция Великая, посёлок Мосинский и деревня Сержантовы (Верховинское сельское поселение), село Великорецкое (Великорецкое сельское поселение).
Ширина реки до устья Волосницы не превышает 20 метров, ниже составляет 30-60 метров, перед устьем — около 90 метров. В низовьях река образует многочисленные старицы и затоны. В 10 км выше устья недействующая Никольская ГЭС с полуразрушенной плотиной. Река впадает в Вятку у п. Устье (Юрьянский район).

## Притоки
(указано расстояние от устья)
- река Волочейка (лв)
- река Плесница (пр)
- 12 км: река Власовица (лв)
- река Овражная (пр)
- 20 км: река Грядовица (лв)
- 24 км: река Мутница (пр)
- 27 км: река без названия (лв)
- 35 км: река Сизма (пр)
- река Климовка (пр)
- 43 км: река Озорница (пр)
- 60 км: река Горельница (пр)
- 63 км: река Шура (лв)
- 71 км: река Юрья (лв)
- 94 км: река Озерница (пр)
- 99 км: река Волосница (пр)
- 110 км: река Плоская (лв)
- река Каица (пр)
- 113 км: река Брекунец (лв)
- 119 км: река Волковица (лв)
- река Малая Пасная (пр)
- 124 км: река Переходница (пр)
- 136 км: река Елховка (пр)
- река Миткаль (лв)
- река Петруниха (пр)
- река Андреевка (пр)
- река Ломовая (лв)
- река Кужваж (пр)